# Trawniki (Lublin)
Pour les articles homonymes, voir Trawniki.
Trawniki (prononciation [travˈniki]) est un village de la gmina de Trawniki du powiat de Świdnik dans la voïvodie de Lublin, situé dans l'est de la Pologne.
Le village est le siège administratif (chef-lieu) de la gmina appelée gmina de Trawniki.
Il se situe à environ 24 kilomètres au sud-est de Świdnik (siège du powiat) et 33 kilomètres au sud-est de Lublin (capitale de la voïvodie).
Le village comptait approximativement une population de 2 893 habitants en 2008.

## Histoire
Au cours de la Seconde Guerre mondiale, Trawniki était l'emplacement de camp de travail forcé de Trawniki. Ce camp a fourni des travailleurs esclaves pour les installations industrielles à proximité de la SS Ostindustrie où ils ont travaillé dans des conditions épouvantables avec peu de nourriture.
De septembre 1941 à juillet 1944, le camp a également été utilisé pour la formation de gardiens recrutés parmi les prisonniers de guerre soviétiques, connu sous le nom "Hiwi" (mot de lettre allemande pour Hilfswillige, littéralement ceux qui sont prêts à aider), pour le service avec la police auxiliaire de la Pologne occupée. Les hommes Trawniki (en allemand : Trawnikimänner) ont participé à l'opération Reinhard, l'extermination nazie des juifs polonais. Ils ont conduit les exécutions dans les camps d'extermination et dans les ghettos juifs y compris à Belzec, Sobibor, Treblinka II, Varsovie (trois fois, voir Rapport Stroop) Czestochowa, Lublin, Lvov, Radom, Cracovie, Bialystok (deux fois), Majdanek et Auschwitz, sans parler de Trawniki elle-même.

## Administration
De 1975 à 1998, le village est attaché administrativement à l'ancienne voïvodie de Lublin.
Depuis 1999, il fait partie de la nouvelle voïvodie de Lublin.

## Galerie

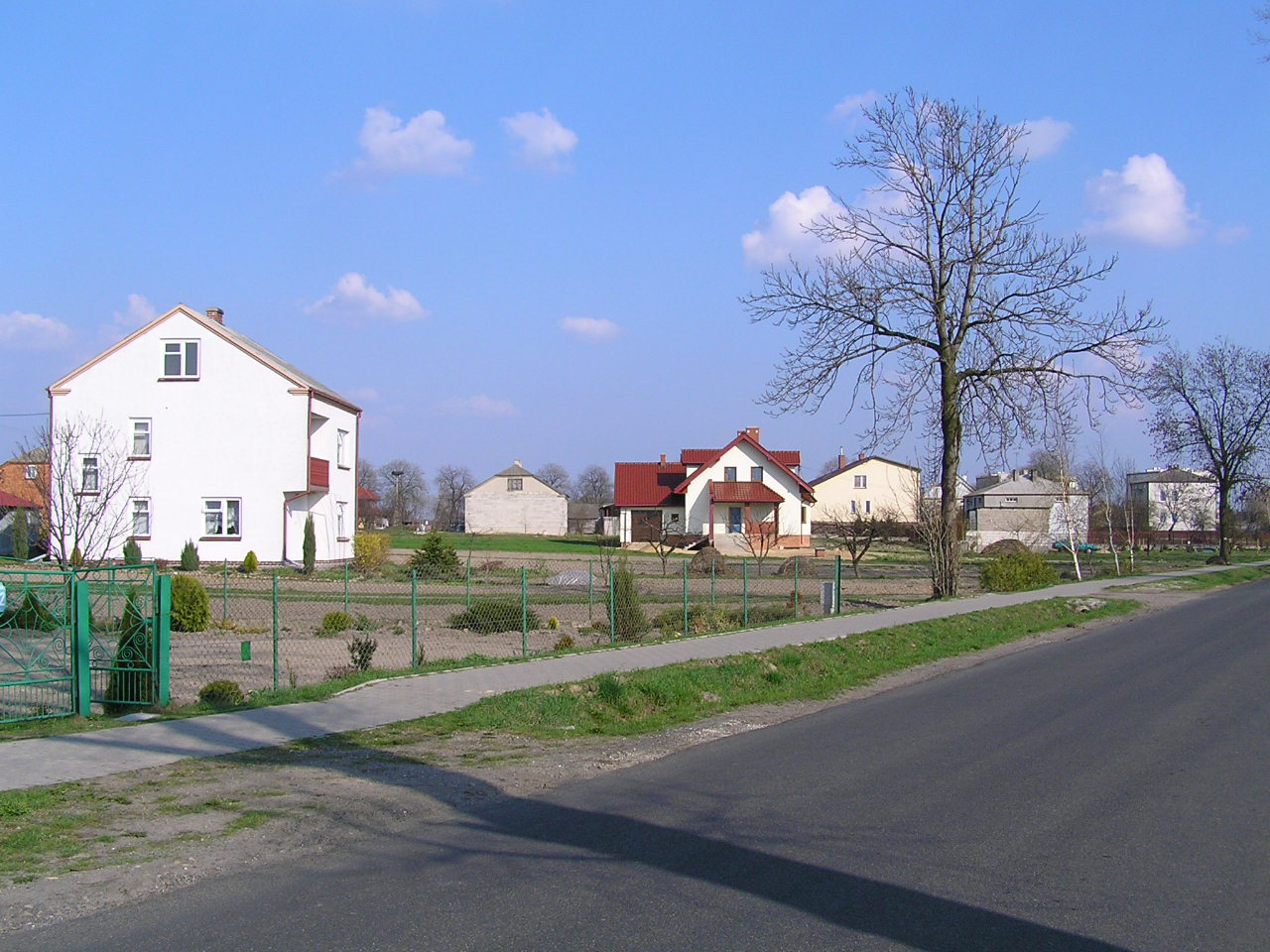
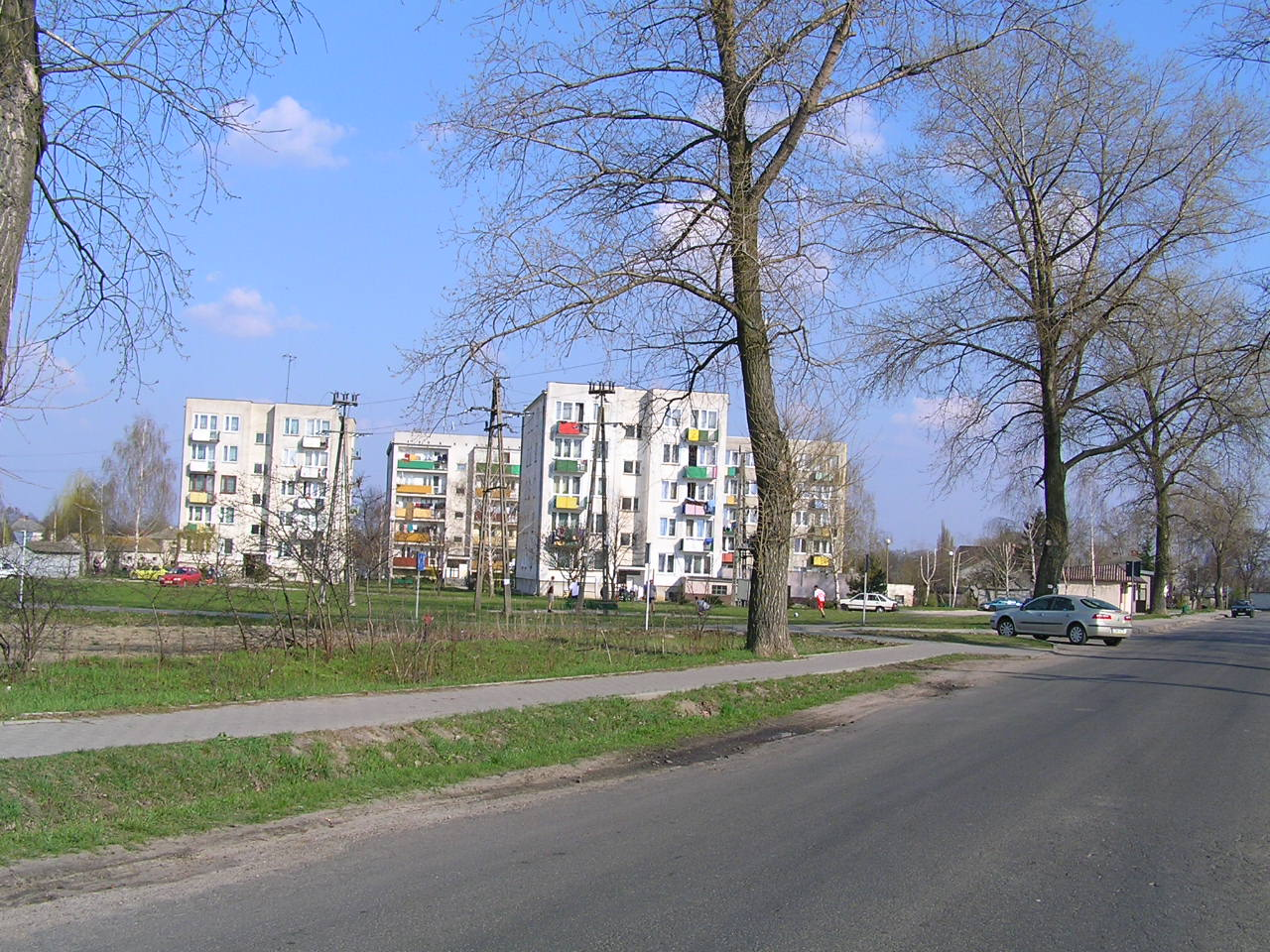

quelques vues du village